# Bystrzyca (gmina w powiecie oławskim)
Bystrzyca – dawna gmina wiejska istniejąca w latach 1945–1954 w woj. wrocławskim (dzisiejsze woj. dolnośląskie). Siedzibą władz gminy była Bystrzyca.
Gmina Bystrzyca powstała po II wojnie światowej na terenie tzw. Ziem Odzyskanych (tzw. II okręg administracyjny – Dolny Śląsk). 28 czerwca 1946 gmina – jako jednostka administracyjna powiatu oławskiego – weszła w skład nowo utworzonego woj. wrocławskiego.
Według stanu z 1 lipca 1952 gmina składała się z 5 gromad: Biskupice Oławskie, Bystrzyca, Janików, Minkowice Oławskie i Wojcice. Gmina została zniesiona 29 września 1954 wraz z reformą wprowadzającą gromady w miejsce gmin. Jednostki nie przywrócono 1 stycznia 1973 wraz z kolejną reformą reaktywującą gminy.